# Perrier-Jouët
Perrier-Joüet es una marca de champán fundada en Epernay, Francia en 1811 por Pierre Nicolas Marie Perrier y su esposa Adèle Joüet, poco después de su matrimonio. La casa Perrier-Joüet es conocida por su champán brut Belle Epoque, también llamada “Fleur de Champagne” al otro lado del Atlántico.

## Historia
En 1811, Perrier, un fabricante de tapones, junto a su esposa Adèle Joüet, crea  la empresa de champán Perrier-Joüet en Epernay. En 1815, Perrier-Joüet realiza su primer embarque de champán a Inglaterra y posteriormente en 1837 a Estados Unidos.
A partir de 1840, la casa refuerza la esencia de sus viñedos, situando entre los mejores caldos las marcas Aÿ, Mailly-Champagne y especialmente Avize y Cramant.
Bajo los auspicios de Charles Perrier, la marca se convierte a partir de 1861 en el proveedor oficial de la Corte de Inglaterra y la reina Victoria. Unos más años más tarde, también se convirtió en el proveedor del Segundo Imperio francés. 
En 1959, GH Mumm, sociedad champanera de Reims, adquirió la casa Perrier Jouët.
Su champán Belle Epoque se creó en 1964 y fue lanzado en 1969, convirtiéndose en uno de los grandes éxitos de la marca en el siglo XX. Este lanzamiento marcó un punto de inflexión de la marca, con el redescubrimiento de la botella diseñada por Emile Gallè, que durmió durante más de 60 años en los sótanos de la cava.
Belle Epoque, elaborado con uva Chardonnay, se denominó Fleur de Champagne en Estados Unidos, convirtiéndose en uno de los champanes más populares del mundo.

## Elaboración
La vendimia comienza a finales de septiembre, aproximadamente  cien días después de la floración de las vides  y dura entre diez y doce días. Las uvas cosechadas son enviadas inmediatamente a las prensas tradicionales, ubicadas en el corazón del viñedo, donde se extrae el mosto presionando tradicionalmente.
De la primera prensada del grano se extrae un jugo rico en azúcar y acidez. Este jugo libre de impurezas se almacena en cubas. Con el fin de conservar sus características específicas y sus aromas naturales, los caldos se clasifican según su viñedo, su calidad. El siguiente paso es la mezcla de caldos para obtener el champán deseado, antes de aplicar los siguientes métodos de elaboración, como la fermentación, envejecimiento, dosificación, etc.

## Consumo
La temperatura ideal para el consumo es de 7 a 9 grados. Esta temperatura se obtiene conservando la botella en una cubitera con hielo 30 minutos antes de servirla, o enfriarlo en un refrigerador . El uso de un congelador no es recomendable, reduce demasiado la temperatura, alterando el sabor del champán.